# Arboreto de investigación Orland E. White
El Arboreto de investigación Orland E. White (en inglés: State Arboretum of Virginia) anteriormente conocido como Orland E. White Arboretum,  es un arboreto y jardín botánico de 172 acres (283 hectáreas) de extensión que se encuentra en Boyce, Virginia.  
Este arboreto forma parte de la Blandy Experimental Farm de 700 acres de extensión, y está administrado por la Universidad de Virginia.

## Localización
El arboreto se ubica al norte del Shenandoah Valley, unas 10 millas al este de Winchester y 60 millas al oeste de Washington.
State Arboretum of Virginia (Orland E. White Arboretum) Blandy Experimental Farm, 400 Blandy Farm Lane Boyce, Condado de Clarke, Virginia VA 22620 Estados Unidos
Planos y vistas satelitales.39°4′0.4584″N 78°3′45.1434″O / 39.066794000, -78.062539833
Está abierto a diario desde el alba al ocaso. La entrada es gratuita.
- Promedio anual de lluvias : 1250 mm

## Historia
La granja experimental Blandy fue creada en 1926 por una donación del benefactor Graham F. Blandy para dedicarla a la investigación hotícola. 
El propio arboretum fue creado en 1927 por el primer director de la granja, Orland E. White, y en 1955 fue nombrado en su honor a su jubilación. 
Las primeras investigaciones se centraron en la citología, la reconstrucción de las filogenias de las plantas y las consecuencias de las mutaciones inducidas por la radiación. 
Se convirtió en el Arboretum oficial del Estado en 1986.
En la actualidad el propósito de la Granja Experimental Blandy es aumentar la comprensión del medio natural a través de la investigación y la educación.

## Colecciones
Este arboreto alberga unas 7709 accesiones, y 2406 taxones en cultivo, con especies y variedades de plantas pertenecientes a 50 familias.
Son de un especial interés sus colecciones de:
- Coníferas con 220 taxones, en donde su colección del género Pinus representa a más de la mitad de las especies existentes en el mundo.
- Bojes con 161 taxones, siendo una de las mayores colecciones de Norteamérica.
- Arces con 39 taxones,
- Robles con 36 taxones.
- Bosquete de Ginkgo biloba con más de 300 árboles.
- Sendero de plantas nativas de Virginia, creado en 1997
- Prados con plantaciones de Azaleas, Fagus, Aesculus, Catalpa, cedros del Líbano, manzanos silvestres, acebos, lilas, tilos, Magnolias, arces, Stuartia, y Viburnum.